# Paprocina
Paprocina (deutsch Papperten) ist ein Dorf in der polnischen Woiwodschaft Ermland-Masuren. Er gehört zur Landgemeinde Górowo Iławeckie (Landsberg) im Powiat Bartoszycki (Kreis Bartenstein) – bis 1945 zum Kreis Preußisch Eylau in Ostpreußen.

## Geographische Lage
Paprocina liegt im Nordwesten der Woiwodschaft Ermland-Masuren, 19 Kilometer südwestlich der heute auf russischem Territorium gelegenen früheren Kreisstadt Preußisch Eylau (russisch Bagrationowsk) bzw. 25 Kilometer westlich der jetzigen Kreismetropole Bartoszyce (deutsch Bartenstein).

## Geschichte
Um 1350 wurde das seinerzeitige Papratin (erst vor 1785 Papperten genannt) gegründet. Es bestand aus mehreren kleinen Höfen und Gehöften, zu denen später eine Ziegelei kam.
Im Jahre 1874 wurde die Landgemeinde Papperten in den neu errichteten Amtsbezirk Glandau (polnisch Glądy) im ostpreußischen Kreis Preußisch Eylau, Regierungsbezirk Königsberg, eingegliedert. 152 Einwohner zählte Papperten im Jahre 1910.
Die zum Gutsbezirk Groß Peisten (polnisch Piasty Wielkie) gehörige Exklave Papperten wurde am 30. September 1928 der Landgemeinde Papperten zugeführt. Diese zählte im Jahre 1933 137 und im Jahre 1939 131 Einwohner.
Im Zusammenhang der Abtretung des gesamten südliche Ostpreußen an Polen im Jahre 1945 erhielt Papperten die polnische Namensform „Paprocina“. Das Dorf ist heute eine Ortschaft im Verbund der Gmina Górowo Iławeckie (Landgemeinde Landsberg) im Powiat Bartoszycki (Kreis Bartenstein), von 1975 bis 1998 der Woiwodschaft Olsztyn, seither der Woiwodschaft Ermland-Masuren zugeordnet. Im Jahre 2021 zählte Paprocina 208 Einwohner.

## Religion
Papperten war bis 1945 in das Kirchspiel der evangelischen Kirche Buchholz (polnisch Bukowiec) in der Kirchenprovinz Ostpreußen der Kirche der Altpreußischen Union eingegliedert. Die römisch-katholischen Einwohner von Papperten gehörten – wie auch heute noch die Einwohner von Paprocina – zur Pfarrei in Landsberg (Górowo Iławeckie) im damaligen Bistum und heutigen Erzbistum Ermland.

## Verkehr
Paprocina liegt südlich der Woiwodschaftsstraße 512 und ist über einen Landweg von Sołtysowizna (Schulzenvorwerk/Schulzen-Vorwerk) aus zu erreichen. Ein Bahnanschluss bestand bis 1945 über die Bahnstation Landsberg.